# Projeto Quixote
 Projeto Quixote ou QXT é uma OSCIP (Organização da Sociedade Civil de Interesse Público), sem fins lucrativos, ligada ao Departamento de Psiquiatria da Universidade Federal de São Paulo (UNIFESP). A organização está sediada em São Paulo, na região da Vila Mariana e na zona central da cidade, particularmente na área conhecida como Cracolândia.
O projeto aposta na arte, na educação e na saúde como formas de aproximação e criação de vínculos com os jovens, promovendo oficinas artísticas e adota estratégias clínica e social, onde criatividade, afeto e expressão caminham sempre juntos.
“No Projeto Quixote, o jovem é visto de forma global, para além da queixa inicial que o leva ao serviço. É fundamental construir com o jovem uma demanda que lhe seja genuína. O discurso inicial e estereotipado “quero estudar, trabalhar e ter uma família” é algo vazio, direcionado ao outro como a resposta certa, esperada. O caminho é acolher e criar espaço para que o jovem resgate seus talentos e desejos e possa caminhar, acreditando que pode construir uma história própria e diferente. Assim, são valorizadas as iniciativas que demonstram as vontades, as singularidades, seja através do graffiti, da dança, da informática, das palavras. O olhar clínico atravessa este campo pedagógico, social e cultural”.
Auro Danny Lescher -  Fundador e Coordenador Geral do Projeto Quixote, Psicoterapeuta e Psiquiatra formado pela UNIFESP com estágio em Centre Médical Marmottan, Paris; Normam Zimberg Center for Addiction Studies - Harvard Medical School e Cooperation Program in Drug Prevention, USAID

## Histórico
Hoje, o Projeto Quixote cresceu e atua em duas frentes: “Programas de atendimento” e “Formação & Pesquisa ”. Em 2000 teve início a Agência Quixote Spray Arte, um programa de Educação para o Trabalho através do graffiti e logo depois, inicia-se também um programa de geração de renda para as famílias, a Oficina de Mães.

## Missão
A missão do QXT, desde de 1996, quando um grupo de clínicos da UNIFESP se propôs a criar este projeto, é transformar a história de crianças, jovens e famílias que apresentam complexas situações de risco social (envolvendo violência, abandono, falta de referências e abuso de drogas), através do atendimento clínico, pedagógico e social integrados, gerando e disseminando conhecimento.

## Valores
Apresentam valores como inclusão social, atendimento integrado e multidisciplinar, e promoção e defesa dos direitos de crianças e adolescentes.

## Projeto Quixote Jovem
O objetivo do programa Quixote Jovem é favorecer o protagonismo do jovem, ao desenvolver sua capacidade criadora, sua auto-estima, habilidades relacionadas ao mundo do trabalho, habilidades artísticas relacionadas ao graffiti, incentivo à liderança, criação de novas ideias para geração de renda e inclusão social nas comunidades de origem dos jovens envolvidos.

## Alguns prêmios
2009 - Prêmio Best in Class do Recognition Award(PricewaterhouseCoopers); 8º Prêmio Marketing Best Social.
2008 - Prêmio Itaú de Excelência Social; selecionado por especialistas do Terceiro Setor como ONG referência na área das drogas, no qual a doação pode ser confiada (revista Seleções, junho/2008); certificado pela CAFAmerica como organização apta a receber doações internacionais.
2007 - Prêmio Top Social ADVB; semifinalista Prêmio Itaú-Unicef; finalista coordenador geral Prêmio Trip Transformadores;
2006 - Finalista do Prêmio Empreendedor Social2 da Folha de S.Paulo, em parceria com a Fundação Schwab;
2004 - Prêmio do Guia de Boa Cidadania Corporativa da revista Exame pelo Projeto de educação para o trabalho; finalista na categoria "Apoio à Criança e ao Adolescente";
2003 - Diploma de Mérito pela Valorização da Vida, conferido pela Secretaria Nacional de Políticas sobre Drogas - SENAD;
2000 - Prêmio Empreendedor Social pelo plano de negócios da Agência Quixote Spray Arte, premiada também como ideia inovadora, pela Ashoka Empreendedores Sociais e pela Mckinsey & Company;
1999 - Prêmio Ação Criança, pela Fundação Abrinq.